# Bubo Na Tchuto
 José Américo Bubo Na Tchuto (nasceu em 12 de Junho de 1949 em Incalá, Bedanda-Tombali) é um ex-almirante guineense e o antigo chefe do estado-maior da Marinha  da Guiné-Bissau entre 2003 e 2008. É considerado um barão da droga e estava desde 2010 indiciado, pelos Estados Unidos, por ligações ao narcotráfico juntamente com o ainda chefe do Estado-Maior da Força Aérea, Ibraima Papa Camará.
De etnia balanta, José Américo Bubo Na Tchuto, conhecido como general do povo, entrou nas fileiras das Forças Armadas Revolucionarias do Povo (FARP, designação oficial das forças armadas guineenses) a 2 de maio de 1963, com 14 anos.
Bubo Na Tchuto chefiou a armada e protagonizou vários golpes e movimentações militares, entre eles a tentativa fracassada de golpe de Estado de 6 de Agosto de 2008, que motivou a sua fuga para a Gâmbia. Depois um ano, voltou em território guineense e se refugiou no edifício da ONU em Bissau. Bubo Na Tchuto seria o cabecilha de um golpe, apoiado por António Indjai, no qual o então chefe de Governo. O contra-almirante é apontado pelo Departamento do Tesouro dos Estados Unidos como o principal narcotraficante na Guiné-Bissau, acusação que o próprio refuta.

## Detenção condenação e libertação
Em 3 de Abril 2013, Bubo Na Tchuto e outros quatro elementos – Papis Djeme, Tchamy Yala, Manuel Mamadi Mané e Saliu Sisse – foram presos e extraditados para os EUA por agentes do Departamento de Combate ao Narcotráfico norte-americano, Força Administrativa de Narcóticos (Drug Enforcement Administration) (DEA), em águas internacionais, próximo da Zona Económica Exclusiva de Cabo Verde. A operação só se tornou pública após os detidos terem sido extraditados para os Estados Unidos, num avião privado que saiu da Ilha do Sal.
Bubo Na Tchuto foi condenado por conspirar para importar droga para os Estados Unidos. Na Tchuto cobrava um milhão de dólares norte-americanos por cada tonelada de cocaína da América do Sul recebida na Guiné-Bissau.
Em 4 de outubro de 2013 foi condenado por um tribunal de Nova Iorque a quatro anos de prisão por tráfico de droga.
Em outubro de 2016 foi recebido em euforia em Bissau, libertado pelos Estados Unidos da América após cumprir três anos e meio de prisão.